# وجدان التلهوني الساكت
وجدان التلهوني الساكت، عضو مجلس الأعيان الأردني. ولدت في 22 كانون الأول من العام 1939 في العاصمة الأردنية عمّان.

## المؤهل العلمي
درست في مدارس راهبات فرنسية في القدس، وكانت الدراسة في اللغة الفرنسية بالإضافة إلى العربية والإنجليزية. كما أكملت دراستها في مدرسة «سانت مارتن» في إنجلترا وحصلت على "G.C.E". ومن ثم حصلت على درجة البكالوريوس في السياسة والاقتصاد في الجامعة الأمريكية في بيروت.

## الخبرات العملية
من خبراتها:
1. البنك المركزي الأردني / دائرة الاقتصاد والدراسات.
2. رئيسة ملتقى سيدات الأعمال والمهن الأردني.
3. عضو هيئة إدارية في صندوق التنمية والتشغيل.
4. عضو هيئة إدارية في مجلس سيدات الأعمال العرب.
5. ممثلة الاتحاد الدولي لسيدات الأعمال في لجنة الأمم المتحدة الاقتصادية والاجتماعية لغرب آسيا (escwa).
6. عضو مجلس الاعيان الأردني العشرون.
7. عضو مجلس الاعيان الأردني الحادي والعشرون.
8. عضو مجلس الاعيان الأردني الثاني والعشرون.
9. عضو مجلس الاعيان الأردني الثالث والعشرون.
10. عضو مجلس الاعيان الأردني الرابع والعشرون.